# Базиліка (гармата)

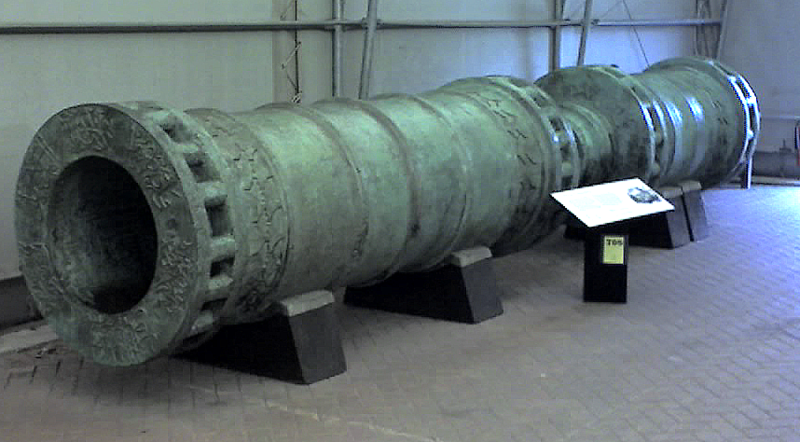
Подоба Базиліки — використовувалась в облозі Константинополя у 1453 і 1809

Базиліка, або Оттоманська гармата — була розроблена в 15 столітті угорським зброярем Урбаном, мала надзвичайну на той час потужність але була дуже неточною при стрільбі. За її допомогою султан Мехмед Другий в 1453 році захопив Константинополь — одне з найкраще захищених міст того часу. Величезна гармата тут дуже придалася, вона змогла пробити товсті Стіни Константинополя. Перезарядження «Базиліки» тривало близько години. На шостий тиждень використання вона зруйнувалася від власної віддачі.
- Довжина: 8 м;
- Маса: близько 32 тон;
- Калібр: 75 см;
- Ядро: 544 кг;
- Далекобійність: 2 км;
- Швидкострільність: 1 постріл в годину;
- Розрахунок: 30 пар биків; також сюди входили 50 теслярів і 200 робітників для створення дерев'яних містків; всього для обслуговування і стрільби з гармати, потрібно було близько 700 осіб;

Подобу Базиліки, наступного разу використали 1807 року під час Дарданельської операції. Згодом султан Абдул-Азіз подарував її 1866 року, королеві Вікторії і вона зберігається у Королівському арсеналі Гемпширу.